# Gaston Béthune
Pour les articles homonymes, voir Bethune.
Gaston Henry Béthune né le 6 mai 1856 à Paris et mort dans la même ville le 26 octobre 1897 est un peintre français.

## Biographie
Gaston Béthune commence ses études formelles avec le peintre paysagiste Jules-Achille Noël. Il poursuit ses études auprès des peintres Léon Bonnat et Pierre François Eugène Giraud à l'École des beaux-arts de Paris.
Il fait ses débuts au Salon en 1876 et devient rapidement une figure importante et un exposant régulier des salons. Il est reconnu pour ses paysages luministes à l'huile et à l'aquarelle, ainsi que pour ses portraits, qu'il aimait décliner parfois sous la forme de caricatures. 
Lors du Salon des artistes français de 1886, Félix Fénéon, dans La Vogue, estime son travail « débordant de nigauderies sentimentales ».
La Bibliothèque nationale de France à Paris conserve quatre portraits photographiques de lui par l'atelier Nadar.

## Œuvres dans les collections publiques
- Paris, musée d'Orsay : Vue du Lac d'Enghien, Salon de 1895, aquarelle, 36 × 57 cm.
- Reims, musée des Beaux-Arts : Fleurs d’été[4], Salon de 1893, huile sur toile,195,5 x 299,5 cm